# Tyve ti
Tyve ti er den danske gruppe Daltons andet studiealbum. Det blev udgivet i 2009, 17 år efter debutalbummet Dalton. Det var første album efter genforeningen i 2005.
Albummet modtog 3/6 stjerner  i musikmagasinet GAFFA, der proklamerede at albummet "fungerer upåklageligt vokalmæssigt". Tyve ti nåede førstepladsen på Tracklisten i to uger og tilbragte i alt 33 uger på listen. Albummet blev fulgt op af en turne.

## Indhold
1. "Kun ganske lidt" - 3:17
2. "Rugbrød" - 4:54
3. "Café Den Sidste Chance" - 3:25
4. "Sæt sejl" - 3:10
5. "Hvis du rejser mod nord" - 3:46
6. "Miriam" - 4:09
7. "Jessica" - 4:26
8. "Daltons drøm" - 4:23
9. "Verden skrumper ind" - 3:36
10. "Natte-slinger" - 3:26
11. "Nattens sidste gæst" - 3:00
12. "Jeg har alderen med mig" - 4:21
13. "Dalton julesang" - 3:05